# Midnight Swan
Midnight Swan (ミッドナイトスワン Middonaito Suwan?) es una película dramática japonesa de 2020 escrita y dirigida por Eiji Uchida. Recibió nueve nominaciones en la 44.º edición de los Premios de la Academia Japonesa, entre ellos Mejor director del año y Mejor guion del año, y ganó Mejor película del año, Mejor actor del año y Actor Revelación del Año.Dos meses antes del estreno de la película, Eiji Uchida publicó una novela basada en el guion.

## Trama
Nagisa es una mujer trans. Creció como un hombre en Hiroshima, donde tuvo que afrontar ciertos prejuicios y ser excluido por su entorno social. Decide abandonar Hiroshima y mudarse a Tokio, donde trabaja como bailarina en un club nocturno. Sus padres no saben que es trans, y cuando le llaman por teléfono les responde con su voz masculina.
Ichika, su sobrina, va a visitarla y se sorprende al encontrarse a Nagisa y no al tío que esperaba. Es una persona bastante cerrada debido al abuso que ha sufrido por su padres, pero empieza a acercarse más a Nagisa y a interesarse por el baile, y Nagisa empieza a verla como su propia hija.
Nagisa decide utilizar el dinero que había ahorrado para una cirugía de afirmación de género para pagarle clases de baile a Ichika. Posteriormente, viaja a Tailandia para su operación.

## Elenco[5]
- Tsuyoshi Kusanagi como Nagisa
- Misaki Hattori como Sakurada Ichika
- Asami Mizukawa como Saori Sakurada
- Tomorowo Taguchi como Mama Yoko
- Sei Matobu como Mika Katahira
- Shunsuke Tanaka como compañero de trabajo de Nagisa
- Kaito Yoshimura como compañero de trabajo de Nagisa
- Reo Sanada como compañera de trabajo de Nagisa
- Rinka Ueno como Rin
- Eriko Sato como la madre de Rin
- Yusuke Hirayama como el padre de Rin
- Toshie Negishi como la madre de Nagisa

## Recepción y críticas
Mark Schilling de The Japan Times le dio a la película una crítica positiva, calificándola de "un drama sombrío, con momentos de realismo y gracia". Matthew Hernon, de la misma publicación, elogió la representación de las cuestiones transgénero y el individualismo a través de la danza.
Tsuyoshi Kusanagi, el actor principal, recibió elogios por la interpretación de Nagisa como mujer transgénero. Sin embargo, la película también recibió críticas de personas y expertos LGBT.
Mikiya Nakatsuka, presidente de la Asociación japonesa de trastornos de identidad de género, haciendo referencia a la muerte de Nagisa debido a su cirugía de afirmación de género por la falta de cuidados tras el postoperatorio, menciona que es una situación muy poco realista. Minori Suzuki, escritora de temas sobre personas transgénero, también señala lo problemática que es esta representación en cines de una cirugía de afirmación de género. Munetsugu Matsuoka, director de una asociación para personas transgénero, menciona en el documental "Transgender and Hollywood: Past, Present, and Future" el daño que puede causar que hombres cisgénero interpreten a mujeres transgénero en el cine.
En respuesta a estas opiniones, Eiji Uchida, el director de la película, comentó: "Creo que es natural que haya críticas sobre la forma en la que una persona cisgénero como yo pueda representar la tristeza que sufre una persona transgénero. Sin embargo, creo que no se puede avanzar si nadie conoce este problema. En un país como Japón, donde mucha gente no sabe de esto, hay mucha ignorancia e insensibilidad hacia las personas transgénero. En mi opinión, ese es el mayor problema. Mi intención al hacer una película de entretenimiento con este tema es que muchas personas la vean, conozcan y se planteen estos temas. Me parece importante presentarla en un gran escenario para que la gente que no tiene conocimiento de este tema pueda verla."
En cuanto a la elección del actor protagonista, afirmó: "Soy plenamente consciente de la tendencia internacional a elegir actores trans para roles trans. Sin embargo, en Japón ni siquiera estamos en el punto de partida. Sentí que era importante hacer esta película con el objetivo de tener el mayor público posible. Para lograrlo, necesitaba que la actuación fuera excelente. Por ello le ofrecí el papel a Kusanagi, porque es alguien que sé que puede hacerlo bien y es muy conocido en Japón", explicó.
En respuesta a las críticas por el guion, Eiji Uchida contó como había comentarios de conocidos en el extranjero que pensaban que estaba exagerando demasiado la discriminación presente en la historia. Sin embargo, un día se cruzó con unos oficinistas haciendo comentarios bastante racistas en voz alta que todos podían escuchar, y eso le llevó a la conclusión de que no había exagerado nada en el guion.
Un artículo en Tospo Web que hablaba de esta obra se refirió a la protagonista transgénero como un "hombre vestido de mujer", lo cual tuvo una respuesta negativa. Además, un concejal del distrito de Adachi, Tokio, fue criticado por hacer comentarios discriminatorios hacia las personas  del colectivo LGBT. Uchida condenó el incidente diciendo: "Creo que es una declaración tan intolerable que no puedo siquiera repetir sus palabras. Espero que esta película sea el primer paso en Japón, donde hay mucha ignorancia sobre problemas de personas diversas, para pensar: 'Oh, hay algo mal con ese político'".
Por otro lado, Uchida dijo en Twitter: "Las opiniones son variadas. Eso es genial. Hay tantas opiniones como personas. Es fantástico. Pero no hago mis películas con un enfoque social. Esto es entretenimiento. Es un problema que tienen todas las películas de entretenimiento. Si puedes sentir el primer paso, es suficiente. Nadie la verá si está orientada solo a un grupo de expertos que hablarán sobre ella en festivales de cine y en las redes sociales. Solo quiero que la gente la vea."  Más tarde, Uchida expresó su pesar ante el recibimiento que tuvieron sus palabras, diciendo: "He hecho algunos comentarios emocionales... Lamento mucho que no le hayan parecido bien a todas las personas".

## Reconocimientos
| Año  | Premio                                                                             | Categoría                                                     | Ganador                     | Ref.          |
| ---- | ---------------------------------------------------------------------------------- | ------------------------------------------------------------- | --------------------------- | ------------- |
| 2020 | 45.º Festival de Cine Hochi (報知映画賞 Hōchi Eiga Shō?)                           | Mejor actor revelación                                        | Misaki Hattori              | [ 20 ]        |
| 2020 | 45.º Festival de Cine Hochi (報知映画賞 Hōchi Eiga Shō?)                           | Mejor actor                                                   | Tsuyoshi Kusanagi           | [ 21 ]        |
| 2020 | Nikkan Sports Film Award (日刊スポーツ映画大賞 Nikkan Supōtsu Eiga Taishō?)        | Novedad                                                       | Misaki Hattori              | [ 22 ]        |
| 2020 | Nikkan Sports Film Award (日刊スポーツ映画大賞 Nikkan Supōtsu Eiga Taishō?)        | Mejor actor                                                   | Tsuyoshi Kusanagi           | [ 23 ]        |
| 2021 | 63.º Blue Ribbon Awards (ブルーリボン賞 Burū Ribon Shō?)                           | Mejor actor                                                   | Tsuyoshi Kusanagi           | [ 24 ]        |
| 2021 | 63.º Blue Ribbon Awards (ブルーリボン賞 Burū Ribon Shō?)                           | Mejor director                                                | Eiji Uchida                 | [ 25 ]        |
| 2021 | 63.º Blue Ribbon Awards (ブルーリボン賞 Burū Ribon Shō?)                           | Novedad                                                       | Misaki Hattori              | [ 25 ]        |
| 2021 | 63.º Blue Ribbon Awards (ブルーリボン賞 Burū Ribon Shō?)                           | Mejor película                                                | Midnight Swan               | [ 25 ]        |
| 2021 | 63.º Blue Ribbon Awards (ブルーリボン賞 Burū Ribon Shō?)                           | Mejor actriz de reparto                                       | Asami Mizukawa y Sei Matobu | [ 25 ]        |
| 2021 | 44th Japan Academy Film Prize (日本アカデミー賞 Nippon Akademii-shou?)             | Revelación del año                                            | Misaki Hattori              | [ 3 ]         |
| 2021 | 44th Japan Academy Film Prize (日本アカデミー賞 Nippon Akademii-shou?)             | Actuación sobresaliente de un actor en un puesto protagonista | Tsuyoshi Kusanagi           | [ 3 ]         |
| 2021 | 44th Japan Academy Film Prize (日本アカデミー賞 Nippon Akademii-shou?)             | Película del año                                              | Midnight Swan               | [ 3 ]         |
| 2021 | 44th Japan Academy Film Prize (日本アカデミー賞 Nippon Akademii-shou?)             | Director del año                                              | Eiji Uchida                 | [ 26 ]        |
| 2021 | 44th Japan Academy Film Prize (日本アカデミー賞 Nippon Akademii-shou?)             | Logro sobresaliente en dirección artística                    | Hiroyuki Agatsuma           | [ 26 ]        |
| 2021 | 44th Japan Academy Film Prize (日本アカデミー賞 Nippon Akademii-shou?)             | Logro sobresaliente en cinematografía                         | Maki Ito                    | [ 26 ]        |
| 2021 | 44th Japan Academy Film Prize (日本アカデミー賞 Nippon Akademii-shou?)             | Logro sobresaliente en dirección de iluminación               | Shingo Inoue                | [ 26 ]        |
| 2021 | 44th Japan Academy Film Prize (日本アカデミー賞 Nippon Akademii-shou?)             | Logro sobresaliente en grabación de sonido                    | Hironori Ito                | [ 26 ]        |
| 2021 | 44th Japan Academy Film Prize (日本アカデミー賞 Nippon Akademii-shou?)             | Guion del año                                                 | Eiji Uchida                 | [ 26 ]        |
| 2021 | 30th Japanese Movie Critics Awards (日本映画批評家大賞 Nihon Eiga Hihyōka Taishō?) | Novedad                                                       | Misaki Hattori              | [ 27 ]        |
| 2021 | 30th Japanese Movie Critics Awards (日本映画批評家大賞 Nihon Eiga Hihyōka Taishō?) | Mejor música                                                  | Keiichiro Shibuya           | [ 27 ]        |
| 2021 | 75th Premios de cine de Mainichi (毎日映画コンクール Mainichi Eiga Konkūru?)       | Mejor música                                                  | Keiichiro Shibuya           | [ 28 ]        |
| 2021 | 75th Premios de cine de Mainichi (毎日映画コンクール Mainichi Eiga Konkūru?)       | Mejor actor                                                   | Tsuyoshi Kusanagi           | [ 23 ] [ 29 ] |
| 2021 | 75th Premios de cine de Mainichi (毎日映画コンクール Mainichi Eiga Konkūru?)       | Novedad                                                       | Misaki Hattori              | [ 23 ] [ 29 ] |
| 2021 | 23rd Far East Film Festival (ウーディネ極東映画祭?)                                | Premio Golden Mulberry                                        | Midnight Swan               | [ 30 ]        |